# Porta blindata

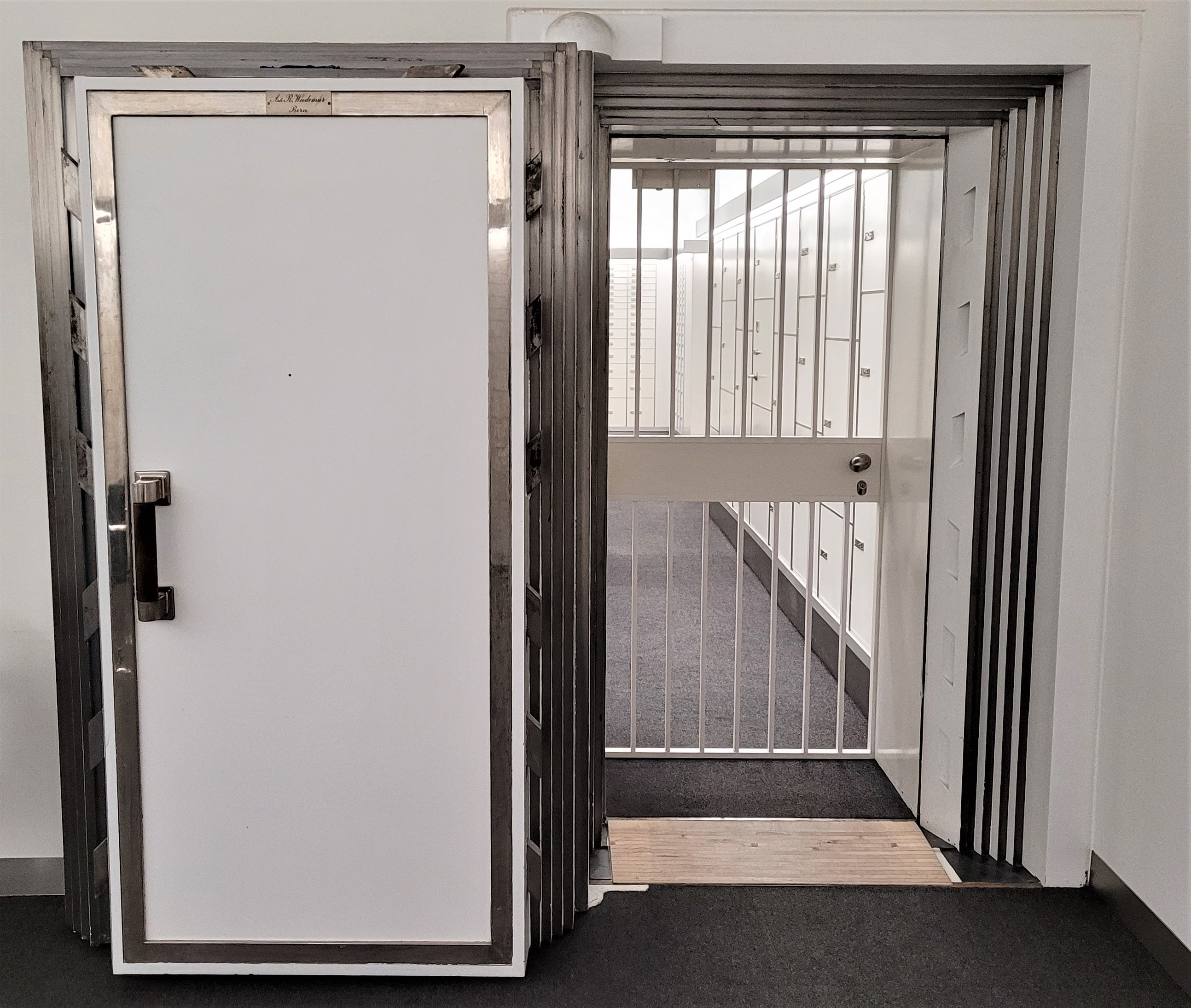
Esempio di porta blindata

Con porta blindata nel linguaggio comune si intende un serramento pedonale rinforzato,  caratterizzato dalla presenza di una blindatura.

## Descrizione
Generalmente è composta da lamine in acciaio ancorate ad un telaio in acciaio (nei modelli di migliore qualità al manganese o zincato)  di vario spessore, avvitato ad un controtelaio se si tratta di un telaio realizzato con lamiera presso-piegata, con la presenza di cerniere e cardini saldati alla porta stessa, e un'anta realizzata a doppia lamiera in acciaio anch'essa di vario spessore, in alcuni casi anche da una terza lamiera in acciaio a protezione della serratura - meccanica o elettronica - che può essere a doppia mappa o a cilindro nonché di ulteriori ed eventuali meccanismi di chiusura.

## Normativa tecnica italiana
Secondo la norma tecnica UNI EN 1627 del 2011 le porte sono suddivise in 6 classi di appartenenza:
- Classe anti-effrazione 1: il ladro occasionale tenta di forzare la porta utilizzando la forza fisica e attrezzi semplici.

- Classe anti-effrazione 2: il ladro occasionale tenta di forzare il blindato utilizzando in aggiunta attrezzi semplici come giravite, cunei e tenaglia.

- Classe anti-effrazione 3: il ladro utilizza in aggiunta un piede di porco, un piccolo martello e un trapano manuale.

- Classe anti-effrazione 4: si tratta di uno scassinatore abile che utilizza anche strumenti come un grosso martello, accetta, cesoie e trapano elettrico a batteria.

- Classe anti-effrazione 5: il ladro è un esperto professionista che utilizza attrezzi elettrici di media potenza.

- Classe anti-effrazione 6: Lo scassinatore è molto esperto, utilizza attrezzi elettrici molto performanti.

la succitata norma prevede che siano superati test regolate da altre disposizioni, ovvero: UNI EN 1628 - prova di carico statico, UNI EN 1629 - prova di carico dinamico UNI EN 1630 - prova di attacco manuale.
Nel linguaggio comune oltre alla dicitura classi anti-effrazione vengono spesso menzionate le "classi di sicurezza" atte, però, ad indicare lo stesso parametro di valutazione. Inoltre, le porte blindate rientrano nel piano promosso dalla legge di bilancio per l'anno 2020 che prevede la possibilità di richiedere detrazioni fiscali dall’IRPEF e dell’IRES del 65% delle spese relative agli interventi di riqualificazione degli edifici per riqualificazioni edilizie (il cosiddetto eco bonus) oppure del 50% per le ristrutturazioni edilizie e per l’acquisto di mobili ed elettrodomestici a basso consumo.